# تانتان
تانتان (بالإندونيسية: Tantan)‏ (6 أغسطس 1982 في إندونيسيا - ) هو لاعب كرة قدم إندونيسي في مركز الهجوم. شارك مع منتخب إندونيسيا لكرة القدم. أما مع النوادي، فقد لعب مع برسيب باندونغ وبرسيبو بوجونيغورو ونادي سريويجايا وPersikab Bandung ‏ وBatavia Union F.C. ‏ وبيرسيتارا جاكرتا أوتارا ‏.

## وصلات خارجية
- تانتان على موقع قاعدة بيانات كرة القدم.إي يو (الإنجليزية)
- تانتان على موقع Soccerway.com (الإنجليزية)